# 2020 Ukko
2020 Ukko је астероид главног астероидног појаса. Приближан пречник астероида је 21,52 ,
а средња удаљеност астероида од Сунца износи 3,022 астрономских јединица (АЈ).
Инклинација (нагиб) орбите у односу на раван еклиптике је 11,127 степени, а орбитални период износи 1918,886 дана (5,253 година). Ексцентрицитет орбите астероида износи 0,068.
Апсолутна магнитуда астероида износи 11,40 а геометријски албедо 0,105.
Астероид је откривен . 1935. године.